# Сайлен Манна
Сайлендра Натх Манна (англ. Sailendra Nath Manna, бенг. শৈলেন্দ্র নাথ মান্না), відомиший під коротким прізвиськом Сайлен Манна (англ. Sailen Manna, бенг. শৈলেন মান্না, 1 вересня 1924, Хаура — пом. 27 лютого 2012, Колката) — індійський футболіст, який грав на позиції захисника. Відомий за виступами в клубі «Мохун Баган», та у складі збірної Індії, в якій був капітаном команди, яка стала переможцем Азійських ігор 1951 року, та брала участь у Олімпійських іграх 1952 року.

## Кар'єра футболіста
Народився Сайлен Манна у місті Хаура в Бенгалії, та розпочав виступи на футбольних полях у 1940 році в місцевій команді «Хаура Юніон». У 1942 році він став гравцем однієї із найсильніших індійських команд цього часу «Мохун Баган», у складі якої грав аж до закінчення виступів на футбольних полях у 1960 році, де був одним із основних гравців захисту команди, тривалий час був її капітаном.
Після завершення виступів на футбольних полях Сайлен Манна жив у Колкаті, де й помер у 2012 році.

## Виступи за збірну
У 1948 році Сайлен Манна грав у складі збірної Індії на Олімпійських іграх 1948 року в Лондоні. У 1951 році Манна був капітаном збірної, яка стала переможцем Азійських ігор. У 1952 році Сайлен Манна був капітаном індійської збірної на Олімпійських іграх 1952 року в Гельсінкі. У складі збірної грав до 1956 року.

## Тренерська кар'єра
У 1961 і 1968 році Сайлен Манна виконував обов'язки головного тренера збірної Індії.

## Титули і досягнення
- Переможець Азійських ігор: 1951